# 五十嵐敬喜
五十嵐 敬喜（いがらし たかよし、1944年1月28日 - ）は、日本の弁護士、都市政策学者、立法学者。法政大学法学部政治学科名誉教授（都市政策）。菅直人再改造内閣で内閣官房参与を務めた。

## 人物
山形県出身、早稲田大学法学部卒業。大学在学中の21歳時に司法試験に合格、司法修習（20期）を経て、弁護士となった。不当な建築や都市計画による被害者の弁護活動に携わるとともに、従来の公共事業を批判、「美の条例」（神奈川県真鶴町）の制定を支援するなど、美しい都市創りを訴えている。また、日本において「日照権」という権利を生み出したことで知られている。
1981年（昭和56年）には、早川書房が徳間書店および作家の堀晃を訴えた『太陽風交点事件』で早川書房側の弁護士を務め、敗訴した。
研究では、公共事業のチェック機構や都市計画に関する多くの著作があるほか、『市民の憲法研究会』を主宰して、国民主権の原則に基づいた憲法のあり方を提唱している。著書『市民の憲法』では、大統領制を導入した効率的な小さな政府の実現のための「市民の立場での改憲」を提唱した。
2007年（平成19年）の東京都知事選挙に際しては、前宮城県知事・浅野史郎の立候補を促す支援団体、「浅野史郎さんのハートに火をつける会」を、上原公子、細川佳代子らとともに設立した。浅野の立候補後には団体を「都民のハートに火をつける会」に改称、浅野の選挙活動を支援した。同選挙の結果、浅野は落選であった。
現在、景観学会副会長を務めるとともに、市民による世界遺産登録運動の支援活動を各地で行う。
菅直人のブレーンで20年来の付き合いがある。2010年（平成22年）7月16日、五十嵐は東京都内の飲食店で首相の菅を囲んで会食した際に菅に対して「参院選は負けたが、3年は首相を辞めないで」と求め、菅は「やります」と応えた。

## 著書
- 現代総有論序説（ブックエンド、2014年）五十嵐敬喜　編著
- 国立景観訴訟（公人の友社、2012年）上原公子との編著
- 都市計画法改正（第一法規、2009年）野口和雄、萩原淳司との共著
- 道路をどうするか（岩波新書、2008年）小川明雄との共著
- 建築紛争（岩波書店、2006年）小川明雄との共著
- 憲法改正論』 （日本経済評論社、2005年）
- 「都市再生」を問う―建築無制限時代の到来（岩波書店、2003年） 小川明雄との共著
- 市民事業―ポスト公共事業社会への挑戦（中央公論新社、2003年） 天野礼子との共著
- 都市は戦争できない―現代危機管理論（公人の友社、2003年）
- 市民の憲法（早川書房、2002年）
- 美しい都市をつくる権利（学芸出版社、2002年）
- 公共事業は止まるか（岩波書店、2001年） 小川明雄との共著
- 都市はどこへ行くのか（建築資料研究所、2000年）
- 破綻と再生 自治体財政をどうするか（日本評論社、1999年）
- 図解 公共事業のしくみ（東洋経済新報社、1999年） 小川明雄との共著
- 地方分権推進委員会「中間報告」を読む（公人の友社、1999年） 田島義介との共著
- 市民版 行政改革（岩波書店、1999年） 小川明雄との共著
- 議会と議員立法（公人の友社、1997年） 上田章との共著
- 公共事業をどうするか（岩波書店、1997年） 小川明雄との共著
- 地方分権と地方議会（公人の友社、1997年）
- 美の条例 いきづく町をつくる（学芸出版社、1996年）
- 「人が決める」まちづくりと都市計画（公人の友社、1995年）
- 議会 官僚支配を超えて（岩波書店、1995年） 小川明雄との共著
- 議員立法（三省堂、1994年）
- 都市計画 利権の構図を超えて（岩波書店、1993年） 小川明雄との共著
- 土地改革のプログラム（日本評論社、1991年）
- 図説 ニッポン土地事情'90（自治体研究社、1990年）
- 土地基本法を読む（日本経済評論社、1990年）
- 都市再生の戦略（日本経済評論社、1986年）
- 裁かれる近代（相模書房、1985年）